# Evansville (Alaska)
Evansville is een plaats (census-designated place) in de Amerikaanse staat Alaska, en valt bestuurlijk gezien onder Yukon-Koyukuk Census Area.

## Demografie
Bij de volkstelling in 2000 werd het aantal inwoners vastgesteld op 28.

## Geografie
Volgens het United States Census Bureau beslaat de plaats een oppervlakte van
58,0 km², waarvan 57,5 km² land en 0,5 km² water.

## Plaatsen in de nabije omgeving
De onderstaande figuur toont nabijgelegen plaatsen in een straal van 72 km rond Evansville.